# Tóth János (operatőr)
Tóth János  (Tolna, 1930. szeptember 1. – Budapest, 2019. augusztus 29.) a Nemzet Művésze címmel kitüntetett, Kossuth- és Balázs Béla-díjas magyar operatőr, kinematográfus, filmrendező, dramaturg.

## Életpályája
Apja uszálykormányos volt. Iskolai tanulmányait Tolnán végezte, az iskola mellett a helyi moziban rolnizó volt, de a mozigépésznek is besegített, ezenkívül diahirdetésekkel foglalkozott, a helyi iparosok, cégek az általa készített diaképeket vették meg. A megkeresett pénzből vásárolta meg első fényképezőgépét, keskenyfilmvetítőjét is. 1944 és 1949 között villanyszerelő- és műszerészinas volt nappali tagozaton, este meg a mozigépházban dolgozott. A kor akkori filmjeit számtalanszor látta, sőt karbantartás alatt a számára érdekesebb részleteket többször is megnézhette. Élete meghatározó élménye ez az időszak, a 20–40-es évek magyar, és külföldi filmek világának megismerése, megszeretése. Ekkor készítette el első amatőr filmjeit is. A Színház- és Filmművészeti Főiskola hallgatója lett, 1954-ben diplomázott. A Főiskola elvégzése után a Mafilm operatőre lett, mellette a Pannónia Filmstúdióban is részt vett különböző filmek elkészítésében. Érdekelte a képi megjelenítés, az ősmozi, a némafilmek világa, (A falu rossza, Az obsitos). Ezek felújításában restaurátorként vett részt. A Balázs Béla Stúdió egyik alapító tagja. Operatőrként rendezői voltak Huszárik Zoltán, Makk Károly és Novák Márk. 2004-ben kilenc társával vehette át a Magyar Mozgókép Mestere díjat, melynek feltétele, hogy Kossuth-díjas legyen az illető, és betöltse a 65. életévét (mellette Bacsó Péter, Böszörményi Géza, Gyarmathy Lívia, Illés György, Jancsó Miklós, Kovács András, Makk Károly, Mészáros Márta, Szécsényi Ferenc kapta meg a havi félmillió forinttal járó díjat). Specialitása a rövidfilm, dokumentumfilm, játékfilm, animáció, bábfilm készítése és a régi filmek restaurálása.

## Filmjei

### Operatőrként

#### Rövidfilmek
- Paprikajancsi (1958)
- Eljegyzés (1959)
- Az óriás (1960)
- Játék (1962)
- Igézet (1963)
- Kedd (1963)

#### Játékfilmek
- Vörös tinta (1959)
- Szombattól hétfőig (1959)
- Áprilisi riadó (1961)
- Lopott boldogság (1952)
- Csendélet (1962)
- Nappali sötétség (1963)
- Elégia (1965)
- Vízivárosi nyár (1964)
- Háry János (1965)
- Az orvos halála (1965)
- Patyolat akció (1965)
- Kötelék (1967)
- Isten és ember előtt (1968)
- Capriccio (1969)
- Szerelem (1971)
- A sípoló macskakő (1971)
- Macskajáték (1974)
- Egy erkölcsös éjszaka (1977)
- Az utolsó kézirat (1987)

#### Dokumentumfilmek
- Acéltámok (1953)
- Amerigo Tot (1969)

### Rendezőként

#### Rövidfilmek
- A szökevény (1958)

#### Játékfilmek
- Mi lesz veled Eszterke? (1968-rendező asszisztens)
- Csak egy telefon (1970-rendező asszisztens)
- Aréna (1970)
- Poézis (1972)
- Study I. (1974)
- Study II. (1975)
- Mozikép (1976)
- Shine – Ragyogás (1982)
- Örökmozi (1982)

### Színészként
- Vörösföld (1982)

### Dramaturgként
- Szindbád (1971-játékfilm)

### Film Tóth Jánosról
Tevékenységéről dokumentumfilmet készített a budapesti Focus-Fox stúdió 2022-ben
 Tóth Jánosnak a filmen megszólaló munkatársai (Gelencsér Gábor, Soltész Judit, Kardos Sándor és a zeneszerző Eötvös Péter) kiemelik a kép és hang különleges egységét az általa készített filmekben.

## Díjai, elismerései
- Film- és Tv kritikusok díja (1963, 1970)
- Magyar Filmkritikusok Díja – A legjobb operatőr (1964, 1971, 1984)
- Balázs Béla-díj (1971, 1976)
- Érdemes művész (1984)
- Kiváló művész (1989)
- Magyar Filmszemle – Életműdíj (2000)
- Kossuth-díj (2001)
- Magyar Mozgókép Mestere díj (2004)
- A Nemzet Művésze (2014)
- Magyar Filmkritikusok Díja – Életműdíj (2017)
- Tolna Városért kitüntető díj (2014)